# Предраг Банович
Предраг Банович (на сръбски: Предраг Бановић) е босненски сърбин, който е обвинен във военни престъпления от Международния наказателен трибунал за бивша Югославия (МНТБЮ) за действията си в лагера Кератерм по време на войната в Босна и Херцеговина.

## Биография
Предраг Банович е родена на 28 октомври 1969 година в град Приедор, Босна и Херцеговина. На 8 ноември 2001 година е арестуван заедно с брата си близнак Ненад в Сърбия. Международния наказателен трибунал за бивша Югославия му повдига тринадесет обвинения в престъпления срещу човечеството и дванадесет обвинения за нарушения на законите на войната. Той се признава за виновен по всички обвинения и е осъден на осем години затвор. На 28 юли 2004 година е прехвърлен във Франция, за да излежи присъдата си във френски затвор.